# Erycina zamorensis
Erycina zamorensis är en orkidéart som först beskrevs av Dodson, och fick sitt nu gällande namn av Norris Hagan Williams och Mark W. Chase. Erycina zamorensis ingår i släktet Erycina och familjen orkidéer. Inga underarter finns listade i Catalogue of Life.